# 巴爾塔多阿姆內鄉
44°45′N 26°10′E / 44.750°N 26.167°E
巴爾塔多阿姆內鄉（羅馬尼亞語：Comuna Balta Doamnei, Prahova），是羅馬尼亞的鄉份，位於該國中南部，由普拉霍瓦縣負責管轄，面積34平方公里，海拔高度86米，2007年人口2,694，人口密度每平方公里80人。